# Batalha do vale de Jabara
Batalha do Vale do Jabara ocorreu entre 26 e 29 de agosto de 2019, durante a Guerra Civil do Iêmen.

## Batalha
Em 25 de agosto de 2019, os houthis lançaram uma ofensiva no norte do Iêmen, perto da região de Najrã, na Arábia Saudita. Durante os quatro dias seguintes, as tropas iemenitas pró-governo Hadi foram cercadas pelos rebeldes.
Uma força auxiliar da Arábia Saudita de cerca de 1.100 homens da Brigada al-Fateh lançou uma ofensiva no Vale Jabara, na província de Saada, no Iêmen, contra as forças houthis. Quando a Brigada al-Fateh entrou no vale, foi inicialmente recebida sem resistência. Uma força houthi então envolveu a força alinhada aos sauditas e a sitiou por quatro dias. O apoio aéreo saudita foi ineficaz em romper o cerco, com fontes houthis relatando que os sauditas acidentalmente atingiram suas próprias posições com ataques aéreos. Em 29 de agosto de 2019 uma pequena fuga ocorreu com cerca de 100 homens da força pró-saudita escapando. Os soldados pró-sauditas remanescentes capitularam, com aproximadamente 1.000 mortos ou capturados. A batalha fez parte da fase inicial da Operação Vitória de Deus.

## Resultado
Fontes houthis relataram que um ataque aéreo saudita matou vários prisioneiros de guerra iemenitas capturados durante a batalha.
Após a conclusão da batalha, os houthis continuariam com a sua ofensiva durante o mês de setembro de 2019.